# Мамаронек (Њујорк)
Мамаронек (енгл. Mamaroneck) град је у америчкој савезној држави Њујорк.

## Демографија
По попису из 2010. године број становника је 18.929, што је 177 (0,9%) становника више него 2000. године.
| Група             | 2000.          | 2010.          |
| Белци             | 13.809 (73,6%) | 12.353 (65,3%) |
| Афроамериканци    | 778 (4,1%)     | 767 (4,1%)     |
| Азијати           | 660 (3,5%)     | 926 (4,9%)     |
| Хиспаноамериканци | 3.284 (17,5%)  | 4.602 (24,3%)  |
| Укупно            | 18.752         | 18.929         |